# Alfred Schüler (Theologe)
Alfred Schüler (* 18. Juli 1897 in Mainz; † 22. Juni 1980 in Darmstadt) war ein deutscher römisch-katholischer Geistlicher, Hochschullehrer.

## Leben
Alfred Schüler betätigte sich in der christlichen Jugendarbeit und lernte dabei Romano Guardini kennen, der sein Leben prägte und mit dem er zeitlebens befreundet war.
Als Primaner musste er Kriegsdienst leisten und wurde dabei schwer verwundet. Nach dem Krieg studierte er zunächst Philosophie an der Albert-Ludwigs-Universität Freiburg und anschließend Theologie an der Johannes Gutenberg-Universität Mainz und wurde 1925 durch Bischof Hugo zum Priester geweiht,  kam als Kaplan nach Zellhausen und wurde 1928 Seelsorger in der Pfarrgemeinde St. Ludwig in Darmstadt, wo er bis 1934 blieb.
Von 1934 bis 1943 – als Mitglied im NS-Lehrerbund – war er als Religionslehrer an verschiedenen Schulen eingesetzt eingesetzt. Von 1936 an dozierte er in Darmstadt an der Hochschule für Lehrerbildung.
1942 promovierte er zum Dr. Theol.
1943 wurde er zur Wehrmacht einberufen und kam in amerikanische Gefangenschaft.
Nach dem Krieg gehörte er zu den Männern der ersten Stunde in der Darmstädter Ökumene. Er war Krankenhausseelsorger im Marienhospital in Darmstadt, wurde Dozent am pädagogischen Institut Jugenheim und war 1950 Referent für die Bewegung Una Sancta von evangelischen und katholischen Christen, deren Ziel die Förderung der Einheit der Christen war.
1951 erhielt Schüler eine Professur für katholische Theologie an der Technischen Universität Darmstadt
1955 wurde er Vorsitzender der Gesellschaft für Christlich-Jüdische Zusammenarbeit Darmstadt e. V.
Von 1962 an war er als  Professor für katholische Theologie und Didaktik der Glaubenslehre an der Universität Gießen tätig und wurde 1965 emeritiert.

### Schriften (Auswahl)
- Grundsätzliches und Praktisches zum katholischen Religionsunterricht
- Verantwortung
- "Dauer" als eigentliche Herausforderung des Lebens
- Nichts ist kostbarer als Zeit
- Die kleinen Worte soll man achten

### Auszeichnungen
- 1958 päpstlicher Prälat